# Зентара, Эдмунд
Эдмунд Ян Зентара (пол. Edmund Jan Zientara; 25 января 1929, Варшава — 3 августа 2010, Варшава) — польский футболист, тренер и спортивный функционер, выступал на позиции полузащитника. Генеральный секретарь Польского футбольного союза в 1991—1995 годах.

## Клубная карьера
Воспитанник варшавской «Полонии». Лучшие годы своей карьеры провел в клубе «Легия». Выступал за клуб в течение 12 лет, с 1950 по 1962 год с небольшими перерывами. Вместе с «Легией» выиграл чемпионат и кубок Польши (оба трофея — в 1956 году).
Дебютировал в «Легии» 19 ноября 1950 года. Последний поединок в футболке клуба провел 1 апреля 1962 года. Таким образом провел за клуб 169 матчей, отметился 3 голами. Кроме Яцека Магеры, единственный игрок «Легии», который выиграл польский чемпионат как футболист и тренер. Включен в галерею славы «Легии» (Варшава).
Закончил карьеру игрока в Австралии где выступал за клуб «Марибирнонг Полония», играл в составе клуба с 1962 года по 1965 год.

## Карьера в сборной
Капитан сборной Польши (19 матчей). Сыграл в ней 40 матчей. Участник Олимпийского турнира в Риме в 1960 году, где сыграл 3 матча.
Сыграл в матче-открытии стадиона «Камп Ноу» в Барселоне, в том матче сборная Польши под названием «сборная Варшавы» проиграла «Барселоне» со счетом 2:4.

## Тренерская карьера
Тренерскую карьеру начал в 1969 году возглавив клуб «Легия», у руля которого находился до 1971 года. Начиная с сезона 1972/73 годов в течение 3 лет возглавлял клуб «Погонь» (Щецин). Во второй половине 70-х годов тренировал также Сталь (Мелец), которую в 1976 году привел к победе в чемпионате Польши. После этого некоторое время работал на Кипре тренировал клубы «АЕЛ» и «Пезопорикос». С 1983 по 1984 год возглавлял краковскую «Вислу». Воспитал целый ряд известных игроков, среди которых в частности и Казимеж Дейна.
В 1999 году был награждён Офицерским Крестом Ордена Возрождения Польши.
Скончался 3 августа 2010 года. Похоронен в Варшаве

## Достижения
«Легия» (Варшава)
- Первая лига Польши
  - Чемпион (1): 1956
- Кубок Польши
  - Обладатель (1): 1956